# C.P. Company
C.P. Company — це італійський бренд одягу створений Массімо Ості в 1974 році. Спочатку бренд називався «Chester Perry», його назва була змінена в 1978 році після судового процесу.
Бренд став відомий завдяки своїй лінійці функціональної верхнього одягу, використання інноваційних тканин, методів її обробки і сміливі рішення в області дизайну. Найвідоміша модель — куртка Mille Miglia (Мілле Мілія, відома як Goggle jacket, 1988), з двома лінзами на капюшоні, і однією на зап'ясті, для наручних годинників.

## Власники
У 1984 Ості продав акції своєї компанії GFT (Gruppo Finanziario TESSILE), але залишився дизайнером до 1994 року. У 1993 році бренд був придбаний Sportswear Company Карло Ріветті. У 2010 році він був проданий Енцо Фуско в FGF Industry S.P.A.
У 2015 році інтелектуальна власність компанії була викуплена гонконзькою компанією Tristate Holdings Limited.

## Бутіки
Флагманський бутік C.P. Company знаходиться в Лондоні, також магазини є в Мілані, Римi, Падуя, Кортіна-д'Ампеццо, Ольбії, Сан-Теодоро та в Сенігаллії там проходять покази нових колекцій. Також є магазини в Південній Кореї.